# 科哇清真大寺
科哇清真寺，又称科哇清真大寺，位于中国青海省循化县白庄乡科哇村，1986年5月27日公布为第四批青海省文物保护单位，2013年3月5日公布为第七批全国重点文物保护单位。